# Пйотркувко (Великопольське воєводство)
Пйотркувко (пол. Piotrkówko) — село в Польщі, у гміні Шамотули Шамотульського повіту Великопольського воєводства.
Населення — 155 осіб (2011).
У 1975-1998 роках село належало до Познанського воєводства.

## Демографія
Демографічна структура станом на 31 березня 2011 року:
|          | Загалом | Допрацездатний вік | Працездатний вік | Постпрацездатний вік |
| -------- | ------- | ------------------ | ---------------- | -------------------- |
| Чоловіки | 88      | 28                 | 54               | 6                    |
| Жінки    | 67      | 18                 | 36               | 13                   |
| Разом    | 155     | 46                 | 90               | 19                   |